# Тома Славянина
Тома Славянина е византийски висш пълководец от славянски произход, турмах на малоазийските федерати и управител на областта.

## Биография
Роден е в Мала Азия. След убийството в Цариград на ромейския император Лъв V Арменец на Великденската служба през 821 г. турмахът се разбунтува срещу новоустановената власт в Константинопол и наложения от нея тежък данък на провинцията му. Обявява за се за някогашния ослепен и отстранен от майка си Ирина император Константин VI (780 – 797 г.). Халифът Ал-Мамун след сътресенията в Империята започва офанзива в ромейските крайгранични райони в 821 г. В срещу нашественика, под знамената, Лъже-Константин събира огромна ромейска войска от около 80 000 души, начело на която възкръсналият император нахлува в халифатските владения в Сирия. След като ал-Мамун разбира, че срещу него е човекът, прекарал близо десетилетие в двора на баща му – халиф Харун ал-Рашид (786 – 809 г.), Тома Славянина е почетен като император от пратениците на абасидския халиф и е сключен съюз срещу заелите властта в Константинопол. С подкрепата на ал-Мамун Тома е коронован за император под името Константин VI от патриарха на Антиохия – Йов, актът е признат и от Папата, а от извършилите преврата в Константинопол е обявен за узурпация. В края на 821 г. в месец декември (15 индиктион) многобройната и разнородна армия и флот на новопрогласения император Константин (Тома), състояща се от „агаряни, инди, египтяни, асирийци, мидийци, абасийци, зихи, ивири, кавири, славяни, хуни, вандали, гети […] лази, алани, халдейци, арменци и от всякакви други народи“ дебаркира от Оркосион (малоазийско пристанище между Перион и Лампаск) на Галиполския полуостров в подстъпите на Константинопол и като се установява в Космидион (квартала при храма Св. Безсребърници Козма и Дамян) срещу Влахерните, обсажда столичния град по суша и море за цели 2 години.
Под командване на цариградсия император Михаил II, сина му Теофил и пълководците Олвиан и Катакила константинополските войски отбиват неколкократните щурмове на Влахернските врата и дори успяват да опожарят голяма част флота на Тома, но опитите им да съкрушат малоазийския император и да разкъсат обсадата се провалят напълно. Според свидетелството на Скилица: „Императорът Михаил полагал големи грижи по тези събития ..., но нищо не постигнал срещу него (противника му коронясания в като император Константин VI пълководец Тома)“
Към Омуртаг, както свидетелства съвременникът на събитията Георги Амартол, тогава се обръща константинополският Михаил II Балба разчитайки на българо-византийския 30-годишен договор, с молба за намеса на България в негова полза, по-късни хроники се опитват да замъглят това пишейки, че помощта на българския владетел била уж само „от любов към Михаил“ и дори просто „защото обичал войните“. В 823 г. Омуртаг праща българската армия към Константинопол и тя уставовявя лагира си при Акведукта на града  (или в равнината Кидукт т.е. акведукт източно до Хараклея пропонтидска (Ираклея, дн. Мармара Ерейли) под Цариград където разбива съкрушително многохилядната ромейска войска на императора претендент Константин VI (Тома Славянина).
„При този цар (Михаил) въстана един грък на име Тома и като събра многочислена войска, за малко едва ли не отне цялата гръцка земя, тръгна да отнема царството от Михаил. Но излезе българският княз Муртаг, разби го и го победи, защото изпитваше голяма любов към Михаил“ съобщава добавка в старобългарския превод на Манасиевата Хроника.
Продължителят на Теофан съобщава, че Омуртаг се „завърнал в земята си, като се гордеел и се хвалел поради победата си над него (малоазийския император Константин VI)“ Тома Славянина разбит от българите през октомври се оттегля в Аркадиопол, където е обсаден от Михаил II, предаден е на противниците си и след като му отрязват ръцете и краката е убит.  Вероятно в отзвук от отпразнувания триумф на Омуртаг е текстът на Чаталарския надпис: "Канасубиги Омуртаг от Бога владетел в земята гдето се е родил. Обитавайки стана на Плиска, съгради малък стан на Тича и премести войската си срещу гърци и славяни […] Нека бог да удостои поставения от бога владетел, като гази добре с крака си императора, докато тече Тича."
Забележителен резултат от тази кампания на Омуртаг е прогласяването акта на суверенна легитимацията в мире и божествено основание на „поставен от Бога владетел“ над някогашните земи на Империята – българският суверен законно владее вече не само над своя земя „гдето се е родил“, но и неговата власт е не по волята на някого другиго, а изхождаща пряко от Бога (o ek Qeon arcwn) еднакво с тази на Западния и на Източния император (o ek Qeon βασιλεύς). Така Омуртаг като български владетел вече е титулуван василевс не само от Продължителя на Теофан, но и в хрониката на Йоан Скилица. Актът на пренасяне Божието благоволение от коронования за император Тома върху Омуртаг е пресъздаден на 55 миниатюра на илюстрования старобългарски превод на Манасиевата летопис където се вижда как на бойното поле той сваля короната на малоазийския ромейски император.